# Casa da Fazenda Mato de Pipa
A casa da fazenda Mato de Pipa é a mais antiga casa de senhor de engenho que restou na região norte fluminense. Foi o núcleo original do processo de povoamento que deu origem ao centro urbano da atual cidade de Quissamã.

## História
Foi erguida entre 1777 e 1782 por Manuel Carneiro da Silva, capitão da aldeia dos índios em Quissamã, que possuía uma sesmaria que ia da lagoa Feia à lagoa da Ribeira. Em 1782, Manuel Carneiro da Silva passou a residir na casa da fazenda Mato de Pipa com sua esposa, Ana Francisca de Velasco Távora Barcellos Coutinho, irmã do herdeiro do morgado do Capivari (terras entre a lagoa Feia e o mar). Seu filho, José Carneiro da Silva, que se tornaria o 1º barão e visconde de Araruama, nasceu nesta casa em 1788.
Em 1795, a família do já falecido Manuel Carneiro da Silva cuidou que a igreja matriz de Nossa Senhora do Desterro - que estava em arruinamento nas terras da fazenda Capivari - fosse transferida para a capela situada no interior desta sua habitação. A capela doméstica, que é apenas um cômodo no interior da casa, foi utilizada como igreja matriz por cerca de 20 anos, até que, em 1815, terminou a construção de uma igreja em local próximo à fazenda Mato de Pipa, no mesmo local onde está a atual igreja matriz de Quissamã. A transferência da igreja matriz transferiu a freguesia do Furado (local onde estava a fazenda Capivari) para Quissamã (nas terras da fazenda Mato de Pipa), o que deu origem ao desenvolvimento do atual centro urbano da cidade de Quissamã. Com isto, também completou-se a transferência do poder político da família Barcelos Machado, que liderou o povoamento do Furado desde o século XVII, para a família Carneiro da Silva, que tinha chegado à região com o pai de Manuel Carneiro da Silva, João Carneiro da Silva, um comerciante e contratador de diamantes no Rio de Janeiro e no arraial do Tijuco em Minas Gerias.
Até o fim do século XVIII, a região de Quissamã dedicava-se especialmente à pecuária bovina de corte que era salgada e vendida na cidade do Rio de Janeiro. Manuel Carneiro da Silva também plantava algodão e anil que eram até exportados para Portugal. A vinda da Corte Portuguesa para o Rio de Janeiro e a abertura dos portos em 1808 intensificaram as trocas comerciais entre a capital colonial e o norte fluminense. Os alimentos produzidos na região passaram a contar com o aumento do consumo no Rio de Janeiro e, ao mesmo temp, passou-se a consumir produtos industrializados importados.
Em 1798, houve uma queda da produção mundial de açúcar devido à revolução de São Domingos (revolta dos escravos do Haiti). Aproveitando os preços elevados deste produto, a família Carneiro da Silva começou a espalhar engenhos e plantações de cana-de-açúcar por todas terras cultiváveis da região de Quissamã.
Bem mais rico do que seu pai, José Carneiro da Silva, o futuro primeiro barão e visconde de Araruama, construiu uma casa mais requintada, a casa da fazenda Quissamã, e deixou de residir na casa da fazenda Mato de Pipa em 1826. Posteriormente, seus filhos e netos construíram casas cada vez mais luxuosas como os solares das fazendas Mandiqüera, Machadinha, São Manuel e Santa Francisca, e habitações urbanas como a Chácara São João. A seqüência cronológica de construção da casa da fazenda Mato de Pipa (1777), da casa da fazenda Quissamã (1826, ampliada em 1860, demolida em parte no inicio do seculo XX) e da casa da fazenda Mandiqüera (1875) exemplificam o enriquecimento da oligarquia rural do açúcar dos Carneiro da Silva e os diversos gostos e estilos arquitetônicos de cada época.

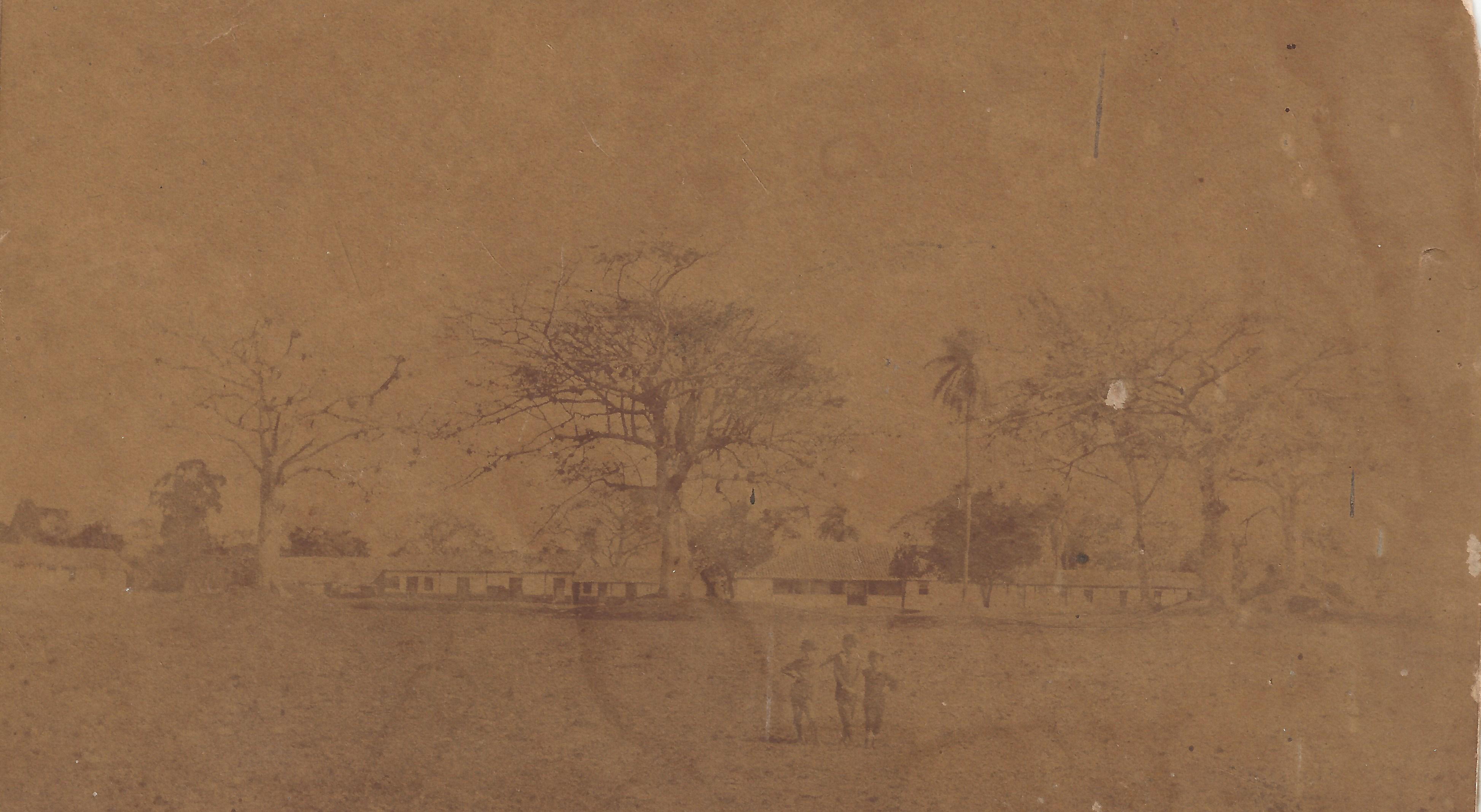
Mato de Pipa_1883_04_16_ as casas e arvores ao redor da casa principal nao existem mais

A casa da fazenda Mato de Pipa nunca foi abandonada como outros solares de fazendas de Quissamã. Sempre serviu de residência para algum descendente do primeiro barão e visconde de Araruama ou mesmo para hospedar visitas. Quando propriedade da Baronesa de Vila Franca (Francisca de Vellasco de Castro Carneiro Silveira da Motta), foi nesta casa que Eusébio de Queirós hospedou-se na ocasião em que foi acordado o casamento de três de seus filhos com uma filha e dois netos do primeiro barão e visconde de Araruama. A casa também foi visitada por D. Pedro II em 1847, mas a comitiva imperial ficou hospedada na casa da fazenda Quissamã.
Talvez devido ao seu aspecto rústico, em 1917 foi construída uma nova sede para a fazenda Mato de Pipa, a qual é conhecida como Vila Evelina.
Seus últimos herdeiros a doaram para uma fundação criada por eles mesmos, a AMAP - Associação Mato de Pipa - a qual tem como objetivo mantê-la nas condições originais e divulgar o seu valor histórico. A casa é aberta para visitação pública de pesquisadores, turistas e estudantes. Uma festa junina é realizada anualmente para arrecadar fundos para manutenção da casa.
A casa foi tombada pelo INEPAC em 1985.

## Arquitetura
A construção é extremamente simples e rústica, mas era o que de mais luxuoso havia na região em uma época de desbravamento econômico.
Situa-se no meio de uma planície com árvores e palmeiras imperiais. Próximo estão o canal Campos-Macaé e a Vila Evelina, atual sede da fazenda Mato de Pipa.
Como muitas fazendas de Quissamã, ela sempre foi rodeada por um conjunto de palmeiras imperiais. A maior nesta foto tem mais de um século, enquanto as tres menores foram plantadas mais recentemente para substituir tres antigas que foram destruidas por tempestades ou raios.

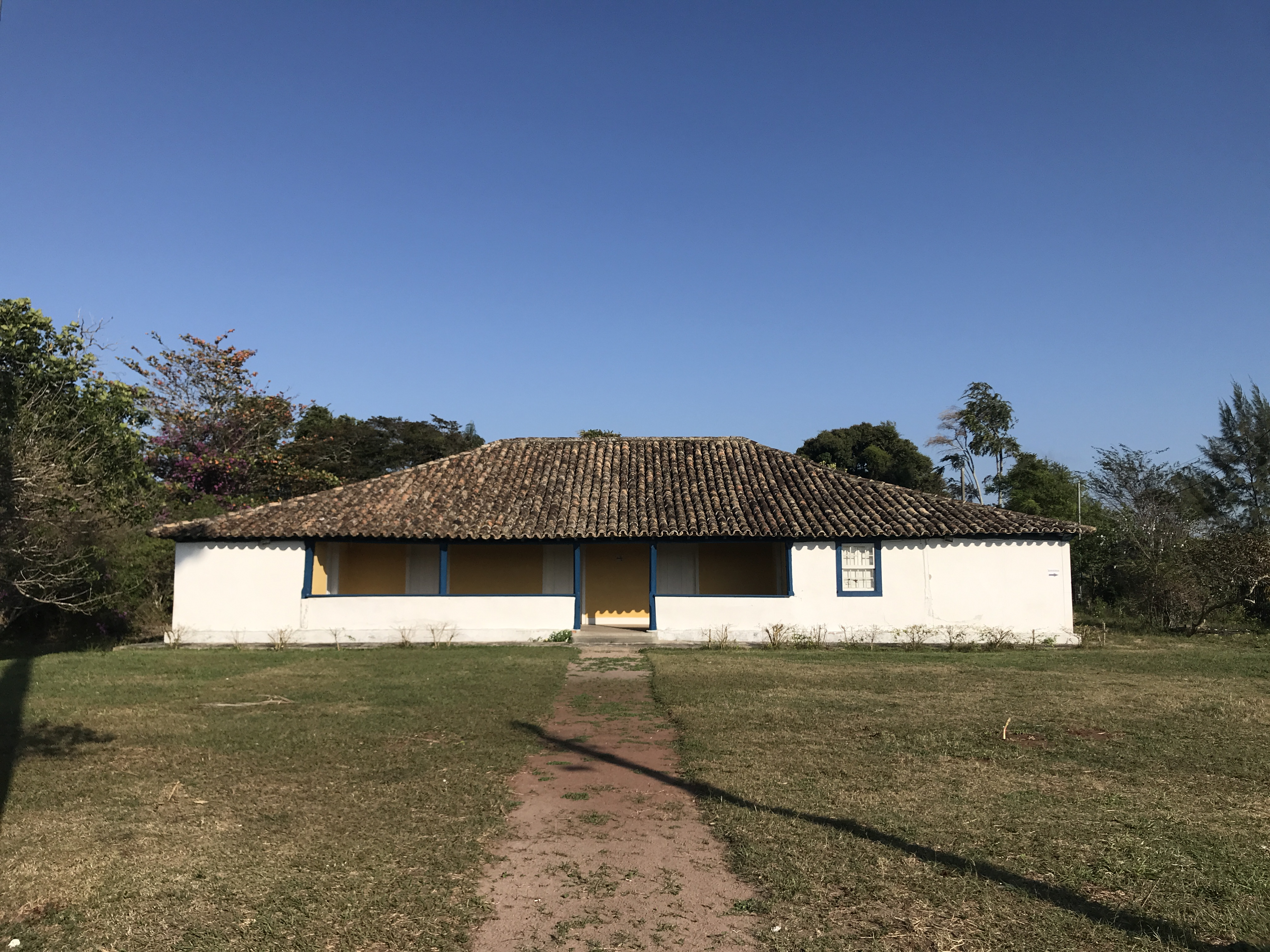
fachada principal e varanda

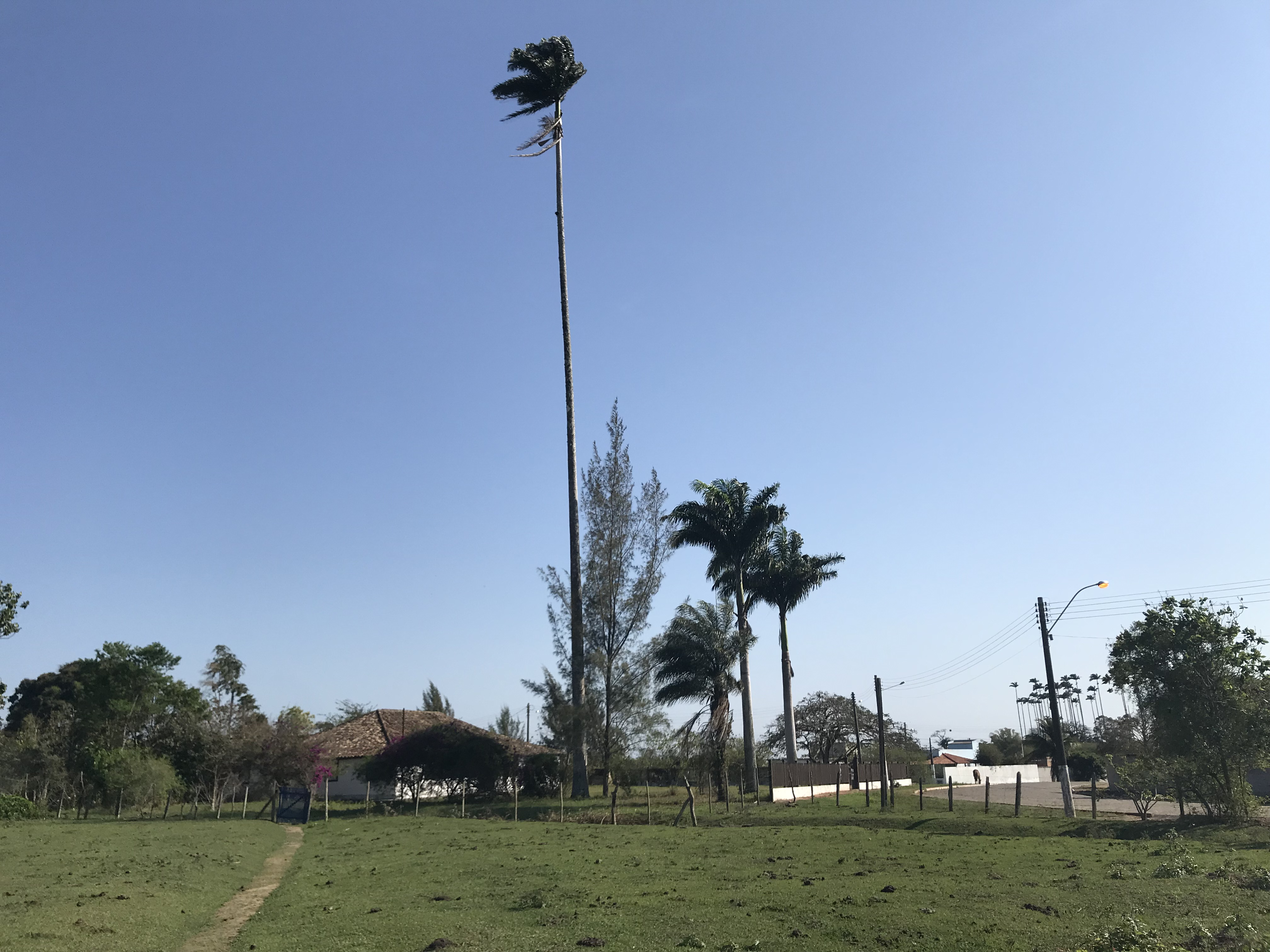
Casa Mato de Pipa com suas 4 palmeiras, a maior com mais de um século, e as 3 menores mais recentes que substituiram 3 antigas

É uma habitação rural com estilo de fachada e planta típico da casas bandeiristas paulistas do fim do século XVII. A planta original da habitação sofreu alterações, principalmente na primeira metade do século XIX.
Está assentada sobre uma plataforma retangular de pedras sobre as quais se elevam grossas paredes externas de taipa portante. O telhado de quatro águas apóia-se nestas paredes externas e se prolonga para fora das paredes formando largos beirais encachorrados que protegem as paredes da ação das chuvas. A fachada tem um único plano, com a varanda embutida na parte da frente e fechada por parapeito de alvenaria. A varanda possui duas colunas de madeira sólidas na parte central, uma de cada lado. Os cômodos distribuem-se em torno da varanda.
Ao contrário das casas de fazendas posteriores, não há uma capela como uma construção separada, mas um oratório situado no interior da edificação, com ligação direta com a varanda, um quarto e a sala central. O piso de tabuado largo original ainda existe em alguns cômodos.

## Como chegar
Endereço: Rua Gilberto de Queirós Matoso, s/nº, Mato de Pipa, Quissamã
No centro Quissamã, pode-se encontrá-la pela RJ-196, ao lado da Vila Evelina, entre a Cidade e o Hospital Municipal.
Coordenadas: 22°06.406'S 41°28.755'O